# Geert Lotsij
Gerhard Oswald »Geert« Lotsij, nizozemski veslač, * 13. januar 1878, Dordrecht, † 29. junij 1959, Hilversum.
Lotsij je bil na  Poletnih olimpijskih igrah 1900 v Parizu član nizozemskega čolna Minerva Amsterdam, ki je v disciplini četverec s krmarjem osvojil srebrno medaljo. Geert je starejši brat soveslača Paula Lotsija.